# Amanda Mialie
Amamda Mialie (sinh ngày 27 tháng 6 năm 1979) là một người mẫu Diễn viên Philippines. Bà ra mắt năm 2003 và giải nghệ cuối năm 2014. Bà là mẹ của Diễn viên nhí Rosé